# John Wesley Work III
 (mars 2025).
John Wesley Work III, né le 15 juillet 1901 à Tullahoma (Tennessee) et mort le 17 mai 1967 à Nashville, est un compositeur, chef de chœur, musicologue et spécialiste américain du folklore et de la musique afro-américaine.  

## Biographie
Il naît le 15 juillet 1901 à Tullahoma, dans le Tennessee, dans une famille de musiciens professionnels. Son grand-père, John Wesley Work, est chef de chœur de la chorale de l'église, où il écrit et arrange la musique pour ses chorales. Certains de ses choristes sont membres des Fisk Jubilee Singers. Son père, John Wesley Work, Jr. (John Wesley Work II), est un chanteur, professeur de musique, de Latin et d'histoire à l'Université Fisk, et sa mère, Agnes Haynes Work, est une chanteuse qui aide à entraîner le groupe Fisk. Son frère, Julian Work, est devenu un compositeur et musicien professionnel.
Work obtient son Bachelor of Arts en 1923. Après l'obtention de son diplôme, il étudie à la Juilliard School (New York). Il retourne à Fisk et commence à enseigner à partir de 1927. Il obtient son master en 1930 à Université Columbia. Il obtient une licence de musique (Bachelor of Music) en 1933 à l'Université Yale. 
Work passe le restant de sa carrière à Fisk, jusqu'à sa retraite en 1966. Il y était enseignant, président du Département de Musique de l'Université Fisk, et chef de chœur des Fisk Jubilee Singers de 1947 à 1956. Il publie certains articles dans les journaux professionnels et dictionnaires en l'espace d'une trentaine d'années. Ses articles les plus connus sont "Plantation Meistersingers" dans The Musical Quarterly (Janvier 1940), et "Changing Patterns in Negro Folksongs" dans le Journal of American Folklore (Octobre 1940). 
Il obtient son premier prix lors de la compétition de la Fédération des Compositeurs Américains de 1946 pour sa cantate The Singers, et eb 1947, il reçoit un prix de la National Association of Negro Musicians. En 1963, il reçoit un diplôme honorifique de l'Université Fisk.
John Wesley Work meurt le 17 mai 1967.

## œuvres musicales
- Yenvalou for orchestra (1946)
- Sassafras, pieces for piano (1946)
- Scuppernong (1951)
- Appalachia (1954)
- From the Deep South (1936)
- The Singers, cantates (1941)
- Isaac Watts Contemplates the Cross (1962)

## Autres œuvres
- This Little Light O' Mine
- Jesus, Lay Your Head in the Window
- Done Made My Vow to the Lord pour chœur voix mélangées, avec ténor
- Go Tell It on the Mountain (Christmas) pour voix mélangées, versions pour soprano et voix masculines
- Little Black Train pour chœur voix mélangées, avec mezzo-soprano et ténor
- Lord, I'm Out  Here on Your Word avec ténor
- Railroad Bill pour chœur masculin
- Listen to the Angels Shouting pour chœur de femmes avec contralto

## Sources
- The Music of Black Americans: A History, Eileen Southern, W. W. Norton & Company, 3ème édition. (ISBN 0-393-97141-4)